# 伊利雅德
在托爾金（J. R. R. Tolkien）的奇幻小說裡，伊利雅德（Eriador）是中土大陸一處廣大的地區。在第二紀元，伊利雅德的大部分地區是森林，但登丹人（Dúnedain）大量砍伐林木，以建造船隻。第三紀元，伊利雅德的大部分地區都屬於亞爾諾（Arnor），後來分裂成魯道爾（Rhudaur）、雅西頓（Arthedain）及卡多蘭（Cardolan）。夏爾（The Shire）曾經是雅西頓王國的一部分。布理則位於雅西頓與卡多蘭的邊界。古墓屍妖（Barrow-wights）居住在第一紀元時由伊甸人（Edain）前往貝爾蘭（Beleriand）途中所建的墓穴。另外，瑞文戴爾（Rivendell）及已廢棄的伊瑞詹（Eregion）和安格馬（Angmar）也在伊利雅德境內。魔戒聖戰（War of the Ring）時期，伊利雅德的人口稀少，人口主要在夏爾、布理、瑞文戴爾、西伊利雅德。矮人部落依然在伊瑞德隆（Ered Luin）採礦。少量以往努曼諾爾的敵人則存活在敏西力亞斯（Minhiriath）南部。
伊利雅德的邊界是：
- 東面是迷霧山脈（Misty Mountains）
- 北面是佛洛威治（Forodwaith）的冰封灣，憤怒之戰（War of Wrath）後淹沒了部分魔苟斯（Morgoth）的領地。
- 西面是伊瑞德隆（Ered Luin）
- 南面是灰泛河（Greyflood）及伊寧威治（Enedwaith）。憤怒之戰後，西南邊界是貝烈蓋爾海（Belegaer）海岸。

隆恩河（Lune）、烈酒河（Brandywine）及灰泛河是伊利雅德重要的河流。